# IC 2614
IC 2614 ist eine elliptische Galaxie vom Hubble-Typ E0 im Sternbild Großer Bär am Nordsternhimmel. Sie ist schätzungsweise 405 Millionen Lichtjahre von der Milchstraße entfernt und hat einen Durchmesser von etwa 25.000 Lichtjahren.

Im selben Himmelsareal befinden sich u. a. die Galaxien IC 2616, IC 2617, IC 2619, IC 2620.
Das Objekt wurde am 22. März 1903 von Stéphane Javelle entdeckt.